# Sebastián Ubilla
Sebastián Andrés Ubilla Cambón (ur. 9 sierpnia 1990) – chilijski piłkarz grający na pozycji napastnika. Obecnie jest zawodnikiem Universidad de Chile.
W reprezentacji Chile zadebiutował 22 grudnia 2011 roku, w meczu towarzyskim z Paragwajem.